# Ейса Баттерфілд
Ейса Бопп Фар Баттерфілд (англ. Asa Bopp Farr Butterfield; нар. 1 квітня 1997, Іслінгтон, Лондон, Англія) — англійський актор, найвідоміший за ролями у фільмах «Хлопчик у смугастій піжамі», «Моя жахлива няня 2», «Дім дивних дітей міс Сапсан», «Хранитель часу», серіалі «Сексуальна освіта».

## Біографія
Ейса Баттерфілд народився 1 квітня 1997 року в Лондоні, Велика Британія в родині Жаклін Фарр і Сема Баттерфілда.
Розпочав свою кар'єру у семирічному віці, граючи на сцені шкільного театру. 2006 року відбувся дебют Ейси в кіно; дев'ятирічний хлопець зіграв Ендрю в телевізійній драмі Саймона Шора «Після Томаса». Двома роками пізніше зіграв німецького хлопця Бруно в драмі Марка Хермана « Хлопчик у смугастій піжамі», за роль якого номінувався на Премію британського незалежного кіно в номінації «Найперспективніший новачок», але програв Деву Пателу.
2011 року виконав роль Г'юго Кабре в пригодницькому фільмі Мартіна Скорсезе «Хранитель часу», де його партнерами на знімальному майданчику були Бен Кінгслі і Хлоя Морец. Картина була позитивно прийнята кінокритиками і успішно проявила себе в світовому прокаті.
Ейса любить створювати музику, випустив мешап пісень «Teenage Dirtbag»  Wheatusa і «Making Plans For Nigel»  ХТСа 2004 року. Наприкінці 2012 року Баттерфілд спільно розробив покрокову відеогру для IPad разом з його батьком і братом під назвою Blind Races. Гра вийшла в App Store 7 квітня 2013 року.
2013 року взяв участь у зніманнях науково-фантастичному фільмі Гевіна Хюдо «Гра Ендера», де він зіграв головну роль обдарованого Ендера Віґґіна. 2015 року зіграв головну роль у фільмі Мацека Щербовські і Кріса Лавіса «Білий цирк», а 2016 — зіграв одну з головних ролей в фільмі Тіма Бертона «Дім дивних дітей міс Сапсан», знятий за однойменним романом Ренсома Ріґґза.
У вересні 2015 року почали знімання науково-фантастичного фільму Пітера Челсома «Космос між нами», де Ейса зіграв Гарднера Елліота, хлопчика, який народився і провів на Марсі всі 16 років свого життя. Його партнерами по знімальному майданчику стали Брітт Робертсон та Гарі Олдман.
У 2019—2023 роках виконував головну роль у трагікомедійному серіалі «Сексуальна освіта».

## Фільмографія

### Кінофільми
| Рік  | Назва                         | Мовою оригіналу                             | Роль                 | Примітки |
| ---- | ----------------------------- | ------------------------------------------- | -------------------- | -------- |
| 2007 | Син Рембо                     | Son of Rambow                               | Хлопець-побратим     |          |
| 2008 | Хлопчик у смугастій піжамі    | The Boy in the Striped Pyjamas              | Бруно                |          |
| 2010 | Моя жахлива няня: Великий бум | Nanny McPhee and the Big Bang               | Норман Грін          |          |
| 2010 | Людина-вовк                   | The Wolfman                                 | Бен Талбот           |          |
| 2011 | Хранитель часу                | Hugo                                        | Г'юґо Кабре          |          |
| 2013 | Гра Ендера                    | Ender's Game                                | Ендрю «Ендер» Віґґін |          |
| 2014 | X+Y                           | X+Y                                         | Нейтан Елліс         |          |
| 2015 | Десять тисяч святих           | Ten Thousand Saints                         | Джуд Кеффі-Хорн      |          |
| 2016 | Дім дивних дітей міс Сапсан   | Miss Peregrine's Home for Peculiar Children | Джейкоб Портман      |          |
| 2017 | Кінець шляху                  | Journey's End                               | Райлі                |          |
| 2017 | Космос між нами               | The Space Between Us                        | Гарднер Елліот       |          |
| 2018 | 30 шалених бажань             | Then Came You                               | Келвін Льюїс         |          |
| 2018 | Схиблений на часі             | Time Freak                                  | Стіллман             |          |
| 2018 | Правила бійні                 | Slaughterhouse Rulez                        | Віллоубі Блейк       |          |
| 2019 | Жадібність                    | Greed                                       | Фінн                 |          |
| 2022 | Вибирай або помри             | Choose or Die                               | Ісаак                |          |
| 2022 | Твоє Різдво чи моє?           | Your Christmas or Mine?                     | Джеймс               |          |
| 2023 | Диявольська гра               | All Fun and Games                           | Маркус Флетчер       |          |
| 2023 | Твоє Різдво чи моє 2          | Your Christmas or Mine 2                    | Джеймс               |          |

### Телебачення
| Рік         | Назва             | Мовою оригіналу     | Роль         | Примітки                   |
| ----------- | ----------------- | ------------------- | ------------ | -------------------------- |
| 2006        | Після Томаса      | After Thomas        | Ендрю        | Телефільм                  |
| 2008        | Прах до праху     | Ashes to Ashes      | Донні        | Епізод 1х6                 |
| 2008 — 2009 | Мерлін            | Merlin              | Мордред      | 3 епізоди (1х8, 2х3, 2х11) |
| 2019 — 2023 | Сексуальна освіта | Sex Education       | Отіс Мілберн | 32 епізоди                 |
| 2020        | 50 штатів страху  | 50 States of Fright | Брендон Бойд | 3 епізоди                  |

### Відеоігри
| Рік  | Назва  | Мовою оригіналу | Роль | Примітки |
| ---- | ------ | --------------- | ---- | -------- |
| 2024 | Аїд II | Hades II        | Ікар | [ 1 ]    |

## Нагороди
Ейса був номінований у категорії «Найперспективніший новачок» на Премії британського незалежного кіно 2008 року, але програв Деву Пателу з фільму «Мільйонер із нетрів». Також був номінований на премію NSPCC (Молодий британський виконавець року) в London Critics Circle Film Awards, який урешті-решт виграв Томас Тургус за його ролі в Eden Lake (Райське озеро) і Somers Town (Сомерстаун). NextMovie.com MTV Networks' назвав його одним з Проривних зірок, за якими варто спостерігати у 2011.